# عبدالحمید الهرقال
عبدالحمید الهرقال (عربی: عبد الحميد الهرقال؛ زادهٔ ۲۷ ژانویهٔ ۱۹۵۹) بازیکن فوتبال اهل تونس است.
از باشگاه‌هایی که در آن بازی کرده‌است می‌توان به باشگاه فوتبال اسپرانس تونس و باشگاه فوتبال المعب تونس اشاره کرد.
وی همچنین در تیم ملی فوتبال تونس بازی کرده‌است.